# 目黒自動車交通
目黒自動車交通株式会社（めぐろじどうしゃこうつう）は東京23区・武蔵野市・三鷹市を営業区域とするタクシー会社。

## 沿革
創業は1950年（昭和25年）。旧会社の創業者は齋藤倉蔵。
1985年（昭和60年）より中央無線タクシー協同組合（現：信和事業協同組合）に所属し、車両はグループで統一された朱色のボディーの両サイドにブルーのラインが入っていたが、2011年（平成23年）6月に同組合が大和自動車交通と業務提携したことで現在は東京四社カラーのトヨタ・クラウンセダンと黒塗りのクラウンセダン、および深藍のジャパンタクシーで構成されている。車両台数は105台。都内では中堅規模のタクシー会社。
2016年（平成28年）12月にロイヤルリムジングループ設立の新会社・目黒自動車交通株式会社（本社は東京都江東区亀戸・同グループ所属各社と同所）に事業を譲渡し、旧会社は2017年（平成29年）に会社清算・解散した。そしてそれまでの本社は目黒営業所へ変更となった。
2020年（令和2年）12月に目黒営業所が目黒区中央町から同区碑文谷に移転。2021年（令和3年）2月に葛飾区青戸に葛飾営業所を開設。2022年（令和4年）9月5日に葛飾営業所の分社化のため目黒自動車交通葛飾株式会社を設立。
2021年（令和3年）4月時点での認可車両台数は79台。

## 営業所の所在地
- 目黒営業所（目黒区碑文谷）
- 葛飾営業所（葛飾区青戸）